# Zamek w Loches
Zamek w Loches (fr. Château de Loches) – zamek w miejscowości Loches we Francji położony w departamencie Indre. Zaliczany do Zamków nad Loarą.

## Historia
Zamek został zaprojektowany, zbudowany a później zamieszkany przez króla Anglii, Henryka II oraz jego syna Ryszarda Lwie Serce. W XII wieku zamek był obiektem ataków ze strony wojsk króla Francji, Filipa II Augusta, który toczył wojnę o kontrolę nad Francją. Zamek został ostatecznie zdobyty przez siły Filipa w 1205 roku. Natychmiast po zdobyciu Château de Loches, rozpoczęły się pracę nad rozbudowaniem fortyfikacji zamku oraz innych obiektów militarnych w tym m.in. zbudowano liczne stołpy.
Zamek w Loches stał się ulubioną rezydencją króla Karola VII Walezjusza, który oddał posiadłość swojej metresie Agnès Sorel jako jej osobistą rezydencję. Następnie zamek wszedł w posiadanie delfina i późniejszego króla Francji, Ludwika XI Walezjusza, który zamienił posiadłość w więzienie stanowe a sam przeprowadził się do Zamku w Amboise.
Podczas Rewolucji amerykańskiej, Francja wspierała kolonistów finansowo oraz militarnie w walce z Anglią. Wówczas król Francji, Ludwik XVI zamienił lochy zamku jako więzienie dla wziętych do niewoli angielskich żołnierzy.
W trakcie trwania Rewolucji francuskiej zamek został skonfiskowany przez rewolucjonistów po czym uległ znacznemu zniszczeniu. W 1806 roku, rozpoczęły się pierwsze prace restauracyjne lecz do dziś nie udało się zrekonstruować stanu zamku z czasów przed zniszczeniem.
Zamek w Loches jest własnością gminy Loches i jest w pełni dostępny do publicznego zwiedzania wraz z romańskim kościołem pod wezwaniem Saint-Ours.
Od 1861 roku Château de Loches posiada status monumentu historycznego i jest objęty pomocą oraz ochroną Francuskiego Ministerstwa Kultury.